# Dysschema subapicalis
Dysschema subapicalis är en fjärilsart som beskrevs av Walker 1854. Dysschema subapicalis ingår i släktet Dysschema och familjen björnspinnare. Inga underarter finns listade i Catalogue of Life.